# Анна Палеологина
Анна Палеологина (на гръцки: Ἅννα Παλαιολογίνα; на латински: Anna Palaiologina; † сл. 1355) от династията на Палеолозите е регентка на Епирското деспотство (1341 – 1342) от името на нейния син Никифор II Орсини. Съпруга на Йоан II Орсини. Вторият ѝ брак е с Иван Асен Шишман Комнин.
Анна е аристократка от Епир, дъщеря на протовестиария Андроник Палеолог Ангел, внук на владетеля на Епир Михаил II Комнин и на император Михаил VIII Палеолог.  Нейната сестра се омъжва за севастократор Йоан Ангел († 1348).
Анна се омъжва ок. 1323 г. за деспота на Епир Йоан II Орсини (1300 – 1335), пфалцграф на Кефалония (1323 – 1324), деспот на Епир (1323 – 1335).. Тя вероятно отравя съпруга си през 1335 г. Двамата имат две деца:
- Никифор II Орсини (1328 – 1359), деспот на Епир
- Томаиса Орсини (* ок. 1330), омъжена за Симеон Урош Палеолог, деспот на Епир, полубрат на Стефан Душан

Анна се омъжва през 1355 г. за Иван Асен Шишман Комнин († 1363), деспот на Валона (ок. 1345 – 1363), брат на българския цар Иван Александър. Тя е втората му съпруга.